# Adamikné Jászó Anna
Adamikné Jászó Anna (Budapest, 1942. július 14. –) magyar nyelvész, professor emerita.

## Életpályája
1966-ban végzett az ELTE Bölcsészettudományi Kar (ELTE-BTK) magyar, orosz és finnugor szakán.  1966-tól 1975-ig a budapesti Dózsa György Gimnáziumban tanított magyart és oroszt.  1975 augusztusától a Budapesti Tanítóképző Főiskola Magyar Nyelvi és Irodalmi Tanszékén dolgozott, 1981-től docensi, 1985-től főiskolai tanári beosztásban.  1986–1987-ben mint Fulbright professzori ösztöndíjas egy esztendőt töltött az USA-ban, a Central Missouri State Universityn.   
1998. augusztus 1-jétől az ELTE Tanárképző Főiskolai Kara (ELTE-TFK) magyar nyelvtudományi tanszékének vezetője volt, egészen a főiskola megszüntetéséig, illetőleg az ELTE BTK-ba való integrálásáig, itt a Mai Magyar Nyelvi tanszék tagja lett. Egyetemi doktori fokozatát (doctor universitatis) 1970-ben nyerte el summa cum laude minősítéssel Az igeragozás az osztják nyelv szigvai nyelvjárásában című értekezésével.
Személyéhez kötődik a – jelenlegi nevén – Kárpát-medencei Kossuth Szónokverseny létrehozása, mely 1999 óta évente kerül megrendezésre, jelenleg Pölcz Ádám vezetésével. 

### Család
Férje: Adamik Tamás klasszika-filológus, egyetemi tanár
Gyermekeik: Anna, Tamás, Gábor, Béla                                                    

## Szervezeti tagságok
- A Magyar Nyelvtudományi Társaság tagja, 1962
- Az Anyanyelvápolók Szövetsége választmányi tagja
- Az MTA Magyar Nyelvi Bizottságának tagja
- A Magyar Olvasástársaság (HUNRA) vezetőségi tagja (2006-ig)

## Közéleti és tudományos tevékenységei
- A Magyartanítás folyóirat szerkesztője
- A Mentor pedagógiai folyóirat rovat szerkesztője, és  a
- A Tanítani folyóirat anyanyelvi rovatának vezetője
- A Magyar Nyelvőr szerkesztőbizottsági tagja
- A Könyv és Nevelés szerkesztőbizottsági tagja
- A Journal of Education for Teaching (JET) szerkesztőbizottsági tagja

## Díjai, elismerései
- Kiváló Munkáért, 1990
- A Magyar Felsőoktatásért
- A Diákokért
- Déry Tibor-díj, 1999
- Érdemes Tankönyvíró Díj
- Lőrincze Lajos-díj, 2003
- A Magyar Érdemrend tisztikeresztje, 2013

## Művei[1]

### Könyvek
- (1990) A magyar olvasástanítás története. Szerk. és három fejezet: 1868–1925., 1950–1978., 1978 után. Budapest: Tankönyvkiadó, 341 o.
- (2000) Az olvasás és az írás története képekben. Budapest: Országos Pedagógiai Könyvtár és Múzeum
- (2001) A magyar olvasástanítás története. (Bővített és illusztrált kiadás.) Budapest: Osiris Kiadó, 327 o.
- (1995) Nyelvi elemzések kézikönyve (dr. Hangay Zoltánnal). Szeged: MOZAIK Oktatási Stúdió, 4–199. o., 2. kiadás: 1999., 247 o.
- (2001) Anyanyelvi nevelés az ábécétől az érettségiig. Budapest: Trezor Kiadó, 329 o.
- (2003) Csak az ember olvas. Az olvasás tanítása és lélektana. Segédkönyvek a nyelvészet tanulmányozásához XX. Budapest: Tinta Könyvkiadó, 188 o.
- (2004) Retorika (Adamik Tamással és Aczél Petrával). Osiris tankönyvek. Budapest: Osiris Kiadó, 705 o.
- (2004) A magyar nyelv könyve. Hetedik, átdolgozott és bővített kiadás. Szerk., négy fejezet: Általános ismeretek a nyelvről és a nyelvtudományról 11—71, Hangtan:
- 73—161, Retorika: 555—605, A nyelvtudomány történetének vázlata 723—770, Budapest: Trezor Kiadó, 851 o; (2007) 8. kiadás.
- (2006) Az olvasás múltja és jelene. Az olvasás grammatikai, pragmatikai és retorikai megközelítésben. Budapest: Trezor Kiadó, 609 o.
- (2006) Literacy in Hungary. Past and Present. Budapest: Dinasztia Tankönyvkiadó, 102 o.
- (2010) Retorikai lexikon. Pozsony: Kalligram (szerkesztés, szócikkek)
- (2013) Klasszikus magyar retorika. Argumentáció és stílus. Budapest: Holnap Kiadó, 547 o.
- (2016) Jókai és a retorika. Budapest: Trezor Kiadó, 263 o.
- (2016) A mondattani elv és a kisnyelvtanok. Az anyanyelvi tárgyak tanítása a magyar népiskolában 1868-tól 1905-ig. Budapest: Tinta Könyvkiadó, 178 o.
- (2020) A gondolatokhoz odataláló nyelv. Nyelvművelő írások a harmadik évezred elejéről. Budapest: Tinta Könyvkiadó, 210 o.
- (2020) Az ősi szó nyomában. Nyelvhelyességi írások a harmadik évezred elejéről. Budapest: Tinta Könyvkiadó, 212 o.

### Tankönyvek
- (1996) A mesék csodái. ABC és olvasókönyv (dr. Gósy Máriával és Lénárd Andrással). Budapest: Dinasztia Kiadó, 207 o.
- (1996) A mesék csodái. Írás-előkészítő (dr. Gósy Máriával és Lénárd Andrással). Budapest: Dinasztia Kiadó, 60 o.
- (1997) Édes anyanyelvünk (Lénárd Andrással). Magyar nyelvtan az általános iskolák 2. osztálya számára. Budapest: Dinasztia Kiadó 145 o.
- (1997) Édes anyanyelvünk (dr. Fercsik Erzsébettel). Magyar nyelvtan az általános iskola 5. és a gimnáziumok l. osztálya számára. Budapest: Dinasztia Kiadó, 191 o.
- (1998) Édes anyanyelvünk (dr. Fercsik Erzsébettel). Magyar nyelvtan az általános iskola 6. és a gimnáziumok 2. osztálya számára. Budapest: Dinasztia Kiadó, 186 o.
- (1998) Édes anyanyelvünk (dr. Fercsik Erzsébettel). Magyar nyelvtan az általános iskola 7. és a gimnáziumok 3. osztálya számára. Budapest: Dinasztia Kiadó, 167 o.
- (1998) Édes anyanyelvünk (Lénárd Andrással). Magyar nyelvtan az általános iskola 3. osztálya számára. Budapest: Dinasztia Kiadó, 159 o.
- (1998) Édes anyanyelvünk (dr. Hangay Zoltánnal). Magyar nyelvtan az általános iskola 4. osztálya számára. Budapest: Dinasztia Kiadó, 183 o.
- (1999) Édes anyanyelvünk (dr. Fercsik Erzsébettel). Magyar nyelvtan az általános iskola 8. és a gimnázium 3. osztálya számára. Budapest: Dinasztia Kiadó, 187 o.
- (2001) Olvasókönyv (dr. Fercsik Erzsébettel). Budapest: Nemzeti Szakképzési Intézet, 166 o.
- (2004) 33 téma a szövegértő olvasás fejlesztésére. Az esszéírás tanításával. A középiskolás korosztálynak. Budapest: Holnap Kiadó, 346 o.
- (2009) Fejlesztő olvasókönyv (Fercsik Erzsébettel). Holnap Kiadó, 173 old.
- A magyar nyelv könyve (magyar nyelven). Budapest: Trezor (1991). Hozzáférés ideje: 2018. január 9.

### Könyvfejezetek
- (1981) Nyelvészeti ismeretek. In: Tantervi útmutató a gimnáziumi fakultatív oktatáshoz. Magyar nyelv III–IV. osztály. Szerk.: Fülöp Lajos. Budapest: Országos Pedagógiai Intézet, 103–134.
- (1986) Fejezetek a magyar nyelv tanításának történetéből. In: Bevezetés a középiskolai tantárgy-pedagógiába. Szerk. Fülöp Lajos. Budapest: Tankönyvkiadó, 12–44.
- (1991) Az igenevek. In: A magyar nyelv történeti nyelvtana. I. kötet. A korai ómagyar kor és előzményei. Főszerk.: Benkő Loránd. Budapest: Akadémiai Kiadó, 319–352.
- (1992) Az igenevek. In: A magyar nyelv történeti nyelvtana. A kései ómagyar kor.
- Morfematika II., 1. kötet. Főszerk.: Benkő Loránd. Budapest: Akadémiai Kiadó, 411–454.
- (1996) Az olvasás és az írás tanítása. In: Az anyanyelvi nevelés módszerei. Szerk.: Kernya Róza. Kaposvár–Budapest: Csokonai Vitéz Mihály Tanítóképző Főiskola –Móra Kiadó, 15–138., 2. kiadás: 1997, 3. kiadás: 2006, Budapest: Trezor Kiadó (5. kiadás: 2016)
- (1996) A nyelvtan és a helyesírás tanítása. In: Az anyanyelvi nevelés módszerei. Szerk.: Kernya Róza. Kaposvár–Budapest: Csokonai Vitéz Mihály Tanítóképző Főiskola – Móra Kiadó, 324–381., 2. kiadás: 1997., 3. kiadás: 2006 (5. kiadás: 2016)
- (1997) Szócikkek az anyanyelvi tárgyak tanítása témaköréből (beszéd, olvasás, írás, nyelvtan). In: Pedagógiai lexikon I–III. Főszerk.: Báthory Zoltán és Falus Iván. Budapest: Keraban Kiadó
- (1998) Literacy in Hungary – Past and Present, The Magician Strategy  in Hungary. In: The Moomins in the World – Learning with Text. Ed. Katri Sarmavuori. Turku: University of Turku, Faculty of Education, Research Serie A:186., 50–74., 177–191.
- (2001) Friend or Foe? In: Children’s Literature and National Identity. Ed. Margaret Meek. UK – USA: Trentham Books, 33—42.
- (2012) Részletes tartalmi keretek az olvasás diagnosztikus értékeléséhez (társszerzőkkel) In: Csapó Benő – Csépe Valéria szerk. Tartalmi keretek az olvasás diagnosztikus értékeléséhez. Bp.: Nemzeti Tankönyvkiadó, 219–308.
- (2017). Pécseli Király Imre: Bevezetés a retorikába két könyvben. Budapest: Trezor Kiadó. Jegyzetek készítése; Utószó 233–259.

### Cikkek
- A retorikai elemzésről, In: Markó Alexandra (szerk.): Beszédtudomány: Az anyanyelv-elsajátítástól a zöngekezdési időig (magyar nyelven), Budapest: ELTE BTK; MTA Nyelvtudományi Intézet, 171–191. o. (2012). Hozzáférés ideje: 2018. január 9.

189 tanulmány, 13 külföldön megjelent tanulmány, 156 népszerűsítő cikk, 43 ismertetés,     